# العلاقات بين جورجيا والاتحاد الأوروبي
حافظت جورجيا والاتحاد الأوروبي على العلاقات منذ عام 1996 في إطار عمل برنامج إينوغايت، ونُفِّذت في عام 2006 «خطة عمل» مدتها خمس سنوات للتقارب في سياق سياسة الجوار الأوروبية. دخلت اتفاقية شراكة أكثر شمولاً حيز التنفيذ في 1 يوليو عام 2016؛ وأُرسِلت بعثة مراقبة تابعة للاتحاد الأوروبي إلى جورجيا في أعقاب حرب أوسيتيا الجنوبية في عام 2008.
لا تتمتع جورجيا بأي وضع رسمي كمرشح لتوسيع الاتحاد الأوروبي في المستقبل. أعرب الرئيس الجورجي ميخائيل ساكاشفيلي في عام 2011 عن رغبته في أن تصبح بلاده دولة عضو في الاتحاد الأوروبي. عبر الرئيس الجورجي عن هذا الرأي بشكل صريح في عدة مناسبات، فتعززت الروابط مع الولايات المتحدة والاتحاد الأوروبي وحلف شمال الأطلسي في محاولة للابتعاد عن دائرة النفوذ الروسي.

## اتفاقية الشراكة (2013 - الآن)

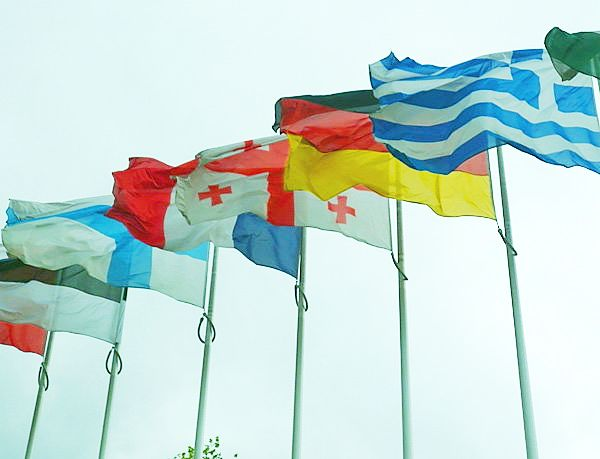
علم جورجيا أمام مبنى مجلس أوروبا

بدأ الاتحاد الأوروبي وجورجيا في التفاوض على اتفاقية شراكة واتفاقية تجارة حرة عميقة وشاملة لتعزيز علاقتهما. صرح ستيفان فول، مفوض الاتحاد الأوروبي لشؤون التوسيع وسياسة الجوار الأوروبية، في نوفمبر عام 2012 بأنه يمكن الانتهاء من مفاوضات اتفاقية الشراكة بحلول نوفمبر عام 2013. صرح تامار بيروتشاشفيلي، نائب وزير الدولة للتكامل الأوروبي والأوروبي الأطلسي لجورجيا، في فبراير عام 2013 أن جورجيا ليس لديها خطط للانضمام إلى الاتحاد الجمركي (الأوراسي) لبيلاروسيا وكازاخستان وروسيا؛ وهو ما حذر منه فول من معارضة أوكرانيا للاتفاقات مع الاتحاد الأوروبي.
أقيم احتفال على شرف توقيع اتفاقية الشراكة من قبل وزيرة الخارجية الجورجية مايا بانجيكيدزه، والممثلة السامية للاتحاد الأوروبي للشؤون الخارجية والسياسة الأمنية كاثرين أشتون في قمة الشراكة الشرقية في 29 نوفمبر عام 2013. وُقِّع رسميًا على الاتفاقية في 27 يونيو عام 2014، وتوجب على الاتحاد الأوروبي، والجماعة الأوروبية للطاقة الذرية والدول الأعضاء فيها وجورجيا التصديق عليها. وُقِّع أيضًا على اتفاقية ثانية تحكم مشاركة البلاد في عمليات إدارة الأزمات في الاتحاد الأوروبي.
صدقت جورجيا وجميع الدول الأعضاء في الاتحاد الأوروبي بشكل كامل على اتفاقية الشراكة التي بدأ العمل بها بشكل مؤقت في سبتمبر. وافق البرلمان الأوروبي على اتفاقية الشراكة في 18 ديسمبر عام 2014. أيد الأعضاء المعاهدة بأغلبية بلغت 490 صوتًا مقابل 76 ضدها وامتناع 57 عن التصويت. دخلت الاتفاقية حيز التنفيذ في 1 يوليو عام 2016.

## العضوية
أصدر البرلمان الأوروبي قرارًا في عام 2014 يقول «تتمتع جورجيا ومولدوفا وأوكرانيا، بالإضافة إلى أي دولة أوروبية أخرى، بمنظور أوروبي وفقًا للمادة 49 من معاهدة الاتحاد الأوروبي؛ ويمكنها التقدم بطلب للحصول على عضوية الاتحاد الأوروبي بما يتوافق مع مبادئ الديمقراطية واحترام الحريات الأساسية وحقوق الإنسان وحقوق الأقليات وضمان سيادة الحقوق».
 رحب الجورجيون بالعضوية، إذ وافق 77% من السكان على هدف الحكومة للانضمام إلى الاتحاد الأوروبي وعارضه 11% فقط.
قال رئيس الوزراء الجورجي إيراكلي غاريباشفيلي، في مؤتمر صحفي عُقِد في بروكسل في 27 يونيو عام 2014، أن جورجيا يمكن أن تصبح عضوًا كاملًا في الاتحاد الأوروبي في غضون 5-10 سنوات. شدد أيضًا أن جورجيا لم تحدد موعدًا لتقديم طلب العضوية في الاتحاد الأوروبي.
قدمت وزارة خارجية جورجيا خطة عمل لتحقيق الانضمام إلى الاتحاد الأوروبي. تلقت اللجنة معلومات حول تنفيذ اتفاقية الشراكة بين جورجيا والاتحاد الأوروبي وخطة العمل الوطنية لتنفيذ أجندة الشراكة. أشاد الجانب الأوروبي، في اجتماع العام الماضي لمجلس الشراكة بين جورجيا والاتحاد الأوروبي وفي تقرير المفوضية الأوروبية، بإصلاحات الحكومة الجورجية الهادفة إلى تنفيذ اتفاقية الشراكة. اعتمد الاجتماع أيضًا إستراتيجية الحكومة بين عامي 2017-2020 بشأن اتصالات جورجيا للتكامل بين الاتحاد الأوروبي وحلف الناتو.
وفي يوم 14 ديسمبر من العام 2023 قال رئيس المجلس الأوروبي شارل ميشيل إن الاتحاد الأوروبي قرر منح جورجيا وضع "مرشح) وذلك من خلال صفحته في تطبيق إكس .